# Wspólnik
Wspólnik – osoba, która wniosła wkład kapitałowy do spółki. 